# Пемзобетон
Пемзобетон — лёгкий бетон, заполнителем в котором служит пемза (природная, шлаковая).

## Характеристика
По назначению различают пемзобетон: теплоизоляционный, применяемый в многослойных ограждающих конструкциях, конструктивно-теплоизоляционный, используемый в однослойных стеновых панелях; конструктивный, предназначенный для несущих конструкций зданий и сооружений.
Объёмная масса пемзобетона 500—1800 кг/м³, прочность при сжатии 0,5—30 Мн/м², коэффициент теплопроводности 0,15—0,7 Вт/(м·К). По сравнению с обычным (тяжёлым) бетоном пемзобетон характеризуется меньшим (примерно в 2 раза) модулем упругости.